# Brevipalpus similis
Brevipalpus similis är en spindeldjursart som beskrevs av Baker och James P. Tuttle 1987. Brevipalpus similis ingår i släktet Brevipalpus och familjen Tenuipalpidae. Inga underarter finns listade.